# 카를요제프 라우버

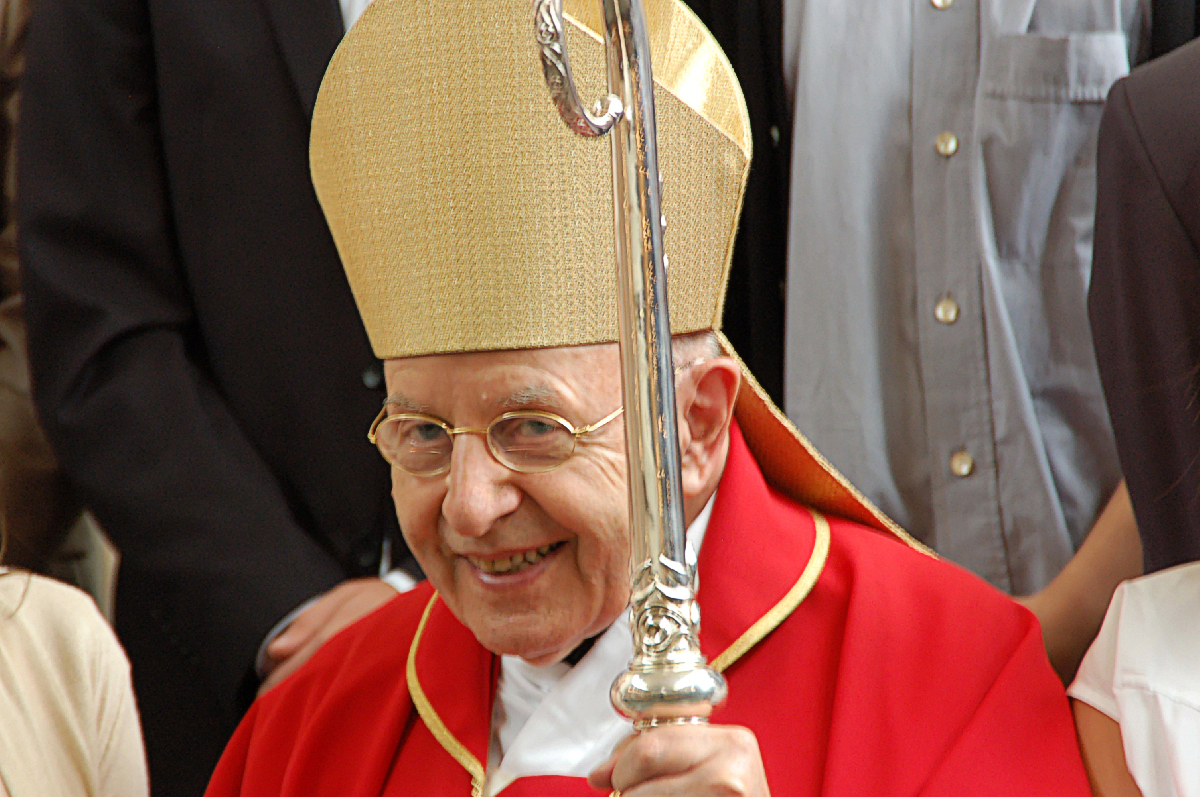
카를요제프 라우버 추기경 (2011년)

카를요제프 라우버(독일어: Karl Josef Rauber, 1934년 4월 11일~2023년 3월 26일)는 독일의 로마 가톨릭교회 추기경이다. 1982년부터 2009년 은퇴할 때까지 교황 대사를 지냈다.

## 약력
1950년 메텐의 베네딕도회 성 미카엘 고등학교를 졸업한 후, 라우버는 마인츠 대학교에서 신학과 철학을 공부하였다. 1959년 2월 28일 그는 마인츠 대성당에서 사제품을 받았다. 사제가 된 그는 니다의 의전사제를 지내던 중 1962년 로마의 그레고리오 대학교에서 교회법 박사학위를 취득하였다. 동시에 그는 교황청 교회법 대학교에도 들어갔다. 1966년 교황청 국무원에 채용된 라우버는 국무원 부원장 조반니 베넬리 대주교를 보필하였다. 라우버는 독일어권 국가들과의 외교 문제를 전담하였다. 1976년 12월 22일 교황 바오로 6세는 라우버를 교황의 명예 고위 성직자에 임명하였다. 그리고 1977년에는 벨기에와 룩셈부르크를 담당하는 교황 대사에 임명했으며, 1981년에는 그리스 주재 교황 대사에 임명했다. In 1977 he was Nuntiaturrat in Belgium and Luxembourg and 1981 in Greece.
1982년 12월 18일 교황 요한 바오로 2세는 라우버를 유발티아나의 명의 대주교 및 우간다 교황 대사에 임명했다. 그리고 1983년 1월 6일 교황은 라우버를 대주교로 성성(成聖)하였다. 라우버는 자신의 사목 표어로 ‘우리를 다그치는 그리스도의 사랑’(Caritas Christi urget nos)을 선택하였다.
1990년 1월 22일 교황 요한 바오로 2세는 라우버를 교황청 교회법 대학교의 학장에 임명하였다. 라우버는 1993년 3월 16일까지 학장을 지냈다. 1991년 그는 볼프강 하스 주교에게 제기된 의혹을 수사하는 임무를 맡았다. 1993년 교황청의 외교관으로 돌아온 그는 스위스 및 리히텐슈타인 담당 교황 대사에 임명되어 1993년 3월 16일부터 1997년 4월 25일까지 지냈다. 그 후 1997년 4월 25일부터 2003년 2월 22일까지 헝가리와 몰도바 담당 교황 대사를 지냈다. 공석이 된 메르헨-브뤼셀 대교구장으로 세 명의 후보가 지명되었는데, 교황 베네딕토 16세가 그들 가운데 앙드레조제프 레오나르를 지명하였다. 그러자 라우버는 레오나르가 대교구장으로 지명된 것은 부적절한 인사 조치라고 공개적으로 반대 의사를 밝혔으나 묵살되었다.
2009년 교황 베네딕토 16세는 라우버의 은퇴 요청을 수락하였다.
2015년 1월 4일 교황 프란치스코는 라우버를 추기경에 서임한다고 발표하고, 같은 해 2월 14일 그를 추기경에 서임하였다. 라우버는 산탄토니오 디 파도바 아 키르콘발라지오네 아피아 성당의 부제급 추기경에 서임되었다.